# Castello di Baratuli
Il castello di Baratuli (o di Monte Oladiri), è un castello in rovina nel comune di Monastir, nella città metropolitana di Cagliari.

## Storia

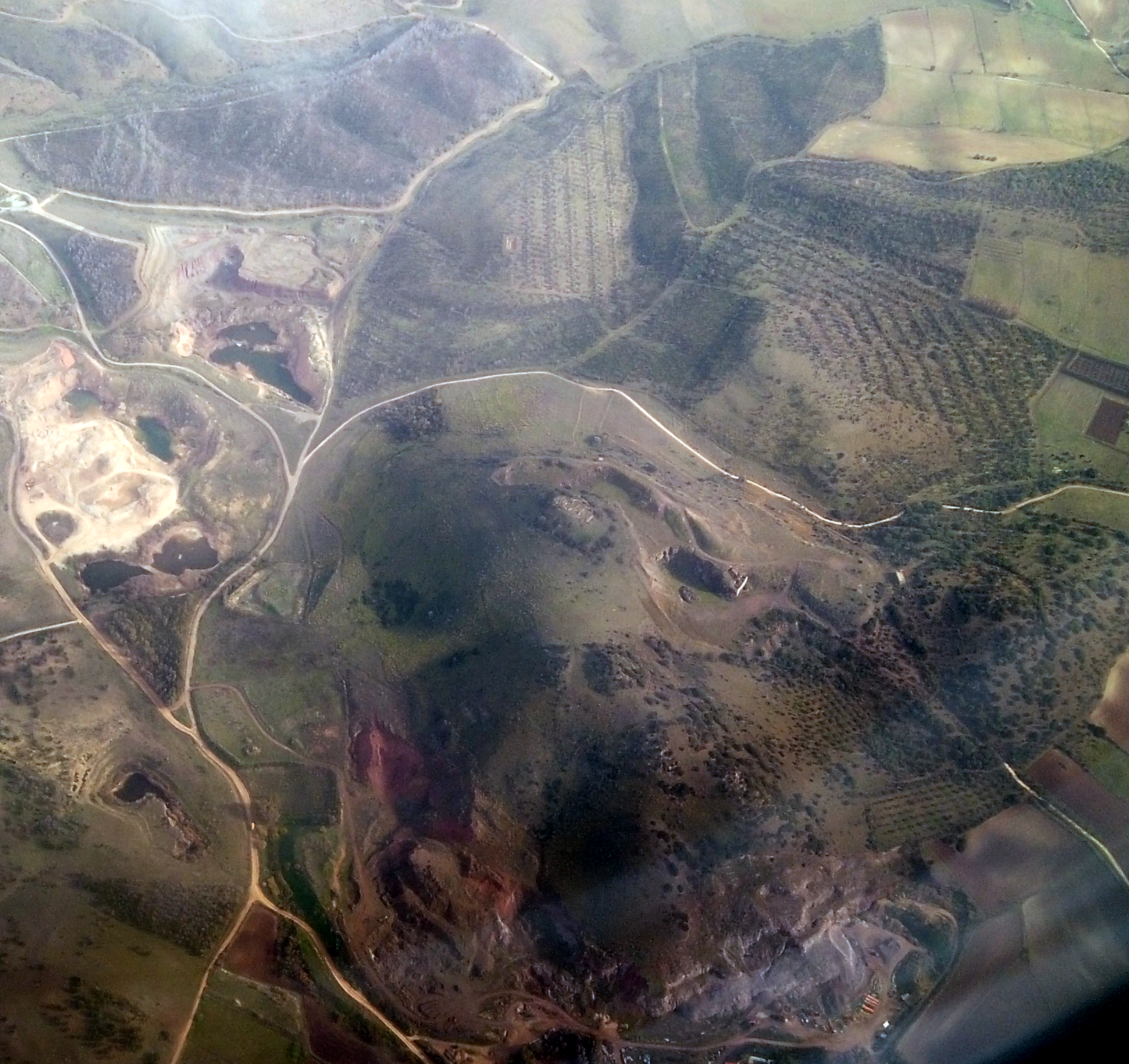
Il Monte Oladri

Sorto su un precedente insediamento di epoca nuragica, fu edificato sul monte Oladri alla metà del XII secolo circa dai giudici di Cagliari a difesa del territorio circostante. Passato il castello agli arborensi e poi ai della Gherardesca fu successivamente distrutto dai pisani intorno al 1308.
Il 23 luglio 1455 il castello e le sue terre furono vendute da Desiderata, moglie di Monserrati Ferrer, notaio di Cagliari, a Pietro Bellit per il prezzo di 200 lire, rimanendo nei discendenti di questa famiglia e passando a quella dei Marchese di Villacidro.
I recenti scavi e restauri hanno messo in luce parte dell'impianto, a pianta esagonale.